# 1833 en Bretagne
 Chronologie de la Bretagne
- 1829
- 1830
- 1831
- 1832
- 1833
- 1834
- 1835
- 1836
- 1837

Cette page recense des événements qui se sont produits durant l'année 1833 en Bretagne.

## Société

### Naissance
- 2 janvier à Cléguérec (Morbihan) : Louis Joachim Le Maguet, homme politique français décédé le 16 janvier 1894 à Paris.